# Tipton (Indiana)
Tipton és una població dels Estats Units a l'estat d'Indiana. Segons el cens del 2006 tenia 5.337 habitants.

## Demografia
Segons el cens del 2000, Tipton tenia 5.251 habitants, 2.239 habitatges, i 1.415 famílies. La densitat de població era de 1.095,9 habitants/km².
Dels 2.239 habitatges en un 29,4% hi vivien nens de menys de 18 anys, en un 47,9% hi vivien parelles casades, en un 11,1% dones solteres, i en un 36,8% no eren unitats familiars. En el 32,5% dels habitatges hi vivien persones soles el 15,9% de les quals corresponia a persones de 65 anys o més que vivien soles. El nombre mitjà de persones vivint en cada habitatge era de 2,3 i el nombre mitjà de persones que vivien en cada família era de 2,91.
Per edats la població es repartia de la següent manera: un 23,7% tenia menys de 18 anys, un 8,1% entre 18 i 24, un 28,5% entre 25 i 44, un 22,2% de 45 a 60 i un 17,5% 65 anys o més.
L'edat mediana era de 38 anys. Per cada 100 dones de 18 o més anys hi havia 83,6 homes.
La renda mediana per habitatge era de 34.075$ i la renda mediana per família de 47.083$. Els homes tenien una renda mediana de 35.805$ mentre que les dones 22.112$. La renda per capita de la població era de 19.489$. Entorn del 3,8% de les famílies i el 7,2% de la població estaven per davall del llindar de pobresa.

## Poblacions més properes
El següent diagrama mostra les poblacions més properes.